# 25614 Jankrál
25614 Jankrál è un asteroide della fascia principale. Scoperto nel 2000, presenta un'orbita caratterizzata da un semiasse maggiore pari a 3,0517253 UA e da un'eccentricità di 0,0570068, inclinata di 0,49256° rispetto all'eclittica.